# Черокі (округ, Техас)
Шаблон:StateAbbr_ 31°50′ пн. ш. 95°10′ зх. д. / 31.84° пн. ш. 95.17° зх. д.
Округ Черокі (англ. Cherokee County) — округ (графство) у штаті Техас, США. Ідентифікатор округу 48073.

## Історія
Округ утворений 1846 року.

## Демографія
За даними перепису 2000 року загальне населення округу становило 46659 осіб, зокрема міського населення було 18302, а сільського — 28357. Серед мешканців округу чоловіків було 23449, а жінок — 23210. В окрузі було 16651 домогосподарство, 12098 родин, які мешкали в 19173 будинках. Середній розмір родини становив 3,11.
Віковий розподіл населення поданий у таблиці:
| Стать    | До 15 років | 15-21 | 22-29 | 30-39 | 40-49 | 50-65 | 65-85 | Понад 85 |
| -------- | ----------- | ----- | ----- | ----- | ----- | ----- | ----- | -------- |
| Чоловіки | 5258        | 2495  | 2432  | 3505  | 3464  | 3480  | 2529  | 286      |
| Жінки    | 4919        | 2208  | 2230  | 2946  | 3092  | 3601  | 3502  | 712      |

## Суміжні округи
- Сміт — північ
- Раск (північний схід, схід)
- Накодочес (схід, південний схід)
- Анджеліна — південний схід
- Г'юстон — південний захід
- Андерсон — захід
- Гендерсон — північний захід

## Виноски
1. ↑  U.S. Decennial Census. United States Census Bureau. Архів оригіналу за 26 квітня 2015. Процитовано 20 квітня 2015.
2. ↑  Texas Almanac: Population History of Counties from 1850–2010 (PDF). Texas Almanac. Архів оригіналу (PDF) за 26 лютого 2015. Процитовано 20 квітня 2015.
3. ↑  State & County QuickFacts. United States Census Bureau. Архів оригіналу за 27 лютого 2016. Процитовано 9 грудня 2013. [Архівовано 2016-02-27 у Wayback Machine.](англ.) Наведено за англійською вікіпедією.
4. ↑  American FactFinder. Бюро перепису населення США. Архів оригіналу за 26 лютого 2012. Процитовано 31 січня 2008. [Архівовано 2008-05-21 у Wayback Machine.]

| США | Це незавершена стаття з географії США. Ви можете допомогти проєкту, виправивши або дописавши її. |